# Даниловское сельское поселение (Владимирская область)
Даниловское сельское поселение — муниципальное образование в Меленковском районе Владимирской области.
Административный центр — деревня Данилово.

## География
Территория поселения расположена в западной части района.

## История
Даниловский сельсовет образован в 1920-х годах в составе Меленковской волости Муромского уезда, с 1929 года — в составе Меленковского района. В 1954 году в состав сельсовета вошли населённые пункты упразднённого Синжанского сельсовета, в 1960 году — Мильдевского сельсовета.
Даниловское сельское поселение образовано 13 мая 2005 года в соответствии с Законом Владимирской области № 57-ОЗ. В его состав вошли территории бывших Большеприклонского, Даниловского и Южного сельсоветов.

## Население
| 2010  | 2011  | 2012  | 2013  | 2014  | 2015  | 2016  | 2017  | 2018  |
| ----- | ----- | ----- | ----- | ----- | ----- | ----- | ----- | ----- |
| 3364  | ↘3343 | ↘3267 | ↘3204 | ↘3160 | ↘3105 | ↘3034 | ↘2991 | ↘2929 |
| 2019  | 2020  | 2021  |       |       |       |       |       |       |
| ↘2876 | ↘2818 | ↗2923 |       |       |       |       |       |       |

## Состав сельского поселения
В состав поселения входит 19 населённых пунктов 
| №  | Населённый пункт | Тип населённого пункта          | Население |
| -- | ---------------- | ------------------------------- | --------- |
| 1  | Большой Приклон  | деревня                         | ↘360      |
| 2  | Васильевский     | посёлок                         | ↘0        |
| 3  | Данилово         | деревня, административный центр | ↘39       |
| 4  | Дмитриево        | деревня                         | ↗14       |
| 5  | Иватино          | деревня                         | ↗641      |
| 6  | Каменка          | деревня                         | ↘0        |
| 7  | Коровино         | село                            | ↘296      |
| 8  | Кочетки          | деревня                         | ↘0        |
| 9  | Малый Приклон    | деревня                         | ↘181      |
| 10 | Мильдево         | деревня                         | →0        |
| 11 | Пичугино         | деревня                         | ↘63       |
| 12 | Приклон          | село                            | ↘422      |
| 13 | Пьянгус          | село                            | →0        |
| 14 | Ратново          | деревня                         | ↘149      |
| 15 | Синжаны          | село                            | ↘199      |
| 16 | Соколье          | посёлок                         | ↘104      |
| 17 | Софроново        | деревня                         | ↘287      |
| 18 | Тимошино         | деревня                         | ↘86       |
| 19 | Южный            | посёлок                         | ↘82       |